# Dicastes
Dicastes (grec antic: δικαστής) era, a l'antiga Grècia, el nom de cada un dels jutges que formava part del Dicastèrion o «tribunal del poble», a Atenes. S'aplicava, durant el període democràtic, al funcionari que formava part d'un «jurat» que estava autoritzat a jutjar tota mena de causes sense excepció. En causes privades és molt probable que actuessin originàriament com a jutges de segona instància o d'apel·lació, però en les causes públiques actuaven com a autoritat judicial principal i única. Els dicastes s'anomenaven també heliastes, i el tribunal Heliea.

## Elecció per sorteig
Els dicastes van ser creats per Soló, però no se'n coneix el funcionament en els seus orígens. Durant el període democràtic quan les causes fins i tot les dels aliats i súbdits es portaven davant l'Assemblea d'Atenes, hi havia 6000 dicastes o heliastes, 600 per cada tribu, escollits per sorteig, que servien durant un any. Es desconeix exactament el mètode que s'utilitzava per nomenar-los, però se sap que la selecció es feia anualment sota la direcció dels nou arconts i del secretari oficial. Cada una de les deu persones que dirigien l'acte extreia per sorteig el nom de sis-centes persones de la tribu que se li havia assignat. El total de les persones escollides es dividia altre cop per sorteig en deu seccions de cinc-cents dikastes i els mil restants formaven una secció especial per poder suplir en cas de necessitat a les persones escollides que fossin baixa en alguna de les seccions. Les seccions estaven formades per una barreja dels components de totes les tribus, i els dicastes havien de tenir al menys trenta anys i havien de tenir ἐπιτιμία ('epitimía') o ciutadania plena. El sorteig es feia durant els primers temps en un lloc anomenat Ardet (Άρδηττός), un turó vora el riu Ilissos molt proper a Atenes, però més tard en un altre lloc no conegut. Cada persona elegida rebia una tauleta de bronze amb el seu nom que l'acreditava, i que portava dibuixat també un mussol o una gòrgona o algun altre símbol vinculat amb la ciutat.

## Jurament
Al prendre possessió del càrrec el dicastes prestava un jurament, que Demòstenes ha conservat, on es reafirmava la condició de dicastes i el compromís solemne d'exercir el seu càrrec sense deixar-se subornar, i a supervisar el nomenament de magistrats, que en una gran part estaven sota el control dels dikastes i havien se ser aprovats per un tribunal per accedir al càrrec. Havien de prometre també la defensa de la constitució vigent.

## Judicis
Quan es celebrava un judici, els dicastes es reunien a l'Àgora. Les seccions que havien d'atendre l'acte eren designades per sorteig pel tesmòteta, un des sis arconts que revisaven anualment les lleis. No sempre es triava una secció sencera. De vegades n'era una part o de vegades una barreja de seccions o dues o més seccions alhora, segons la importància del tema jutjat. Sempre es triava un nombre desigual de participants, per tal de què no hi hagués empats. Sembla que normalment n'eren cinc-cents un.
Alguns judicis de característiques especials obligaven a que els dicastes tinguessin coneixements especials, per exemple la profanació dels misteris només podia ser jutjada pels que havien estat iniciats.

## Pagament
Els dicastes rebien un salari per l'assistència al judici (τὸ δικαστικόν o μίσθος δικαστικός). Segurament Pèricles el va instituir per primera vegada. Aristòfanes fa que Estrepsíades, un personatge d'Els núvols, expliqui que amb el primer òbol que va rebre com a dicastes, va comprar un joguet per al seu fill. Primer era només un òbol, i després n'eren dos o fins i tot tres, un triòbol (τριώβολον) que sembla que ja es cobrava l'any 425 aC. Es pensa que el pagament amb un triòbol el va introduir Cleó cap a l'any 421 aC.
La quantitat pagada als dicastes no va se sempre la mateixa, i es realitzava després de cada reunió per uns funcionaris anomenats κωλακρέται ('kolakretai' colàcretes) i més endavant pels apodectes. Els membres elegits per un judici rebien, quan entraven, un bastó i una tauleta o téssera oficial (σύμβολον). Quan s'acabava l'acte cada dikastes entregava a la sortida aquests símbols i rebia a canvi el pagament. Els que arribaven tard no cobraven.